# ハイド・パーカー (第5代準男爵)
第5代準男爵サー・ハイド・パーカー海軍中将（英語: Sir Hyde Parker, 5th Baronet、1714年2月25日 - 1782年）は、イギリス海軍の指揮官。

## 生涯

### 初期の経歴
パーカーは現ウォリックシャーのトレディングトンで生まれた。祖父は第2代準男爵ヘンリー・パーカー（ソールズベリー主教アレクサンダー・ハイドの娘と結婚していた）で、父は聖職者だった。24歳のときにイギリス海軍に従軍、1748年にはポスト・キャプテン（海軍大佐の一種）に昇進した。当時60万ポンドの価値があるスペイン・ガレオン船を拿捕したことで、家族が豊かになった。

### 七年戦争
1755年10月、ハイド・パーカーはポスト・シップのスクアラールの艦長に任命され、翌年にはフランスの私掠船トレ・ヴェネラブル（Très Vénėrable）を拿捕した。
七年戦争の後半には東インド水域で戦い、1760年から1761年のポンディシェリー包囲戦と1762年のマニラの戦いに参戦した。1762年10月30日の海戦ではマニラ・ガレオン船の1隻をアカプルコとマニラの間の回航中に拿捕した。

### アメリカ独立戦争
1778年に海軍少将に昇進、副司令官として北米の水域に向かった。ジョージ・ロドニーが到着する以前、リーワード諸島の指揮官であり、マルティニークでフランスに対しうまく立ち回った。
1781年、帰国して海軍中将になった後、1781年8月5日にオランダ艦隊とドッガー・バンク海戦を戦い、お互い優勢を得られないまま撤退した。パーカーは任務に必要な能力が足りないと考え、辞任した。
1782年7月10日に準男爵位を継承し、その直後、東インド基地の指揮官に任命された。しかし、任地に向かう途中に旗艦カト（Cato）が沈没、パーカーを含め全員が失われた。
準男爵位は長男ハリーが継承した。次男のハイドは提督になった。